# Налоговая система Руанды
Нало́говая систе́ма Руанды — совокупность налогов, сборов, пошлин и других платежей, взимаемых в установленном порядке с плательщиков — юридических и физических лиц на территории Руанды.

## Типы налогов
Налоговая система Руанды делится на несколько основных типов. Во-первых, это налоги на доходы физических и юридических лиц. Налог на доходы физических лиц, также известный как подоходный налог, взимается прогрессивно в зависимости от размера дохода. В стране действует несколько ставок налога, начиная с минимальной для низкооплачиваемых работников и заканчивая максимально высокой для людей с высоким доходом.
Кроме того, Руанда активно использует косвенные налоги, такие как налог на добавленную стоимость (НДС) и акцизы. НДС взимается на большинстве товаров и услуг и является важным источником пополнения бюджета. Акцизы, в свою очередь, накладываются на определенные виды товаров, такие как табачные изделия, алкогольные напитки и топливо. Эти налоги не только приносят дополнительные доходы в казну, но и имеют социальное значение, помогая регулировать потребление вредных для здоровья продуктов.

## Борьба с уклонением от уплаты налогов
Особое внимание в налоговой системе Руанды уделяется вопросам налогового администрирования и борьбы с уклонением от уплаты налогов. В последнее время правительство предпринимает значительные усилия для повышения уровня налоговой дисциплины и улучшения процессов взимания налогов. Внедрение современных технологий и автоматизированных систем позволяет облегчить процесс подачи налоговых деклараций и уменьшить возможности для налоговых нарушений.